# Michele Monti
Michele Monti [Mikele Monty], (5. červen 1970, Livorno, Itálie – 8. prosince 2018) byl reprezentant Itálie v judu.

## Sportovní kariéra
Monti měl rád netradičně na Itala otevřený boj. Jeho zápasy byly divácky atraktivní, plné nástupů do technik. Především ukazoval své aši-waza, techniku o-uči-gari. Bohužel pro něho zápasy takticky nezvládal. Pokud skóroval nižším stupněm hodnocení tak málokdy náskok udržel.
Úcastnil se dvou olympijských her. V roce 2000 v Sydney prohrál v prvním kole. Po olympijských hrách nahradil v polotěžké váze končícího Gvida a v této váze startoval na olympijských hrách v Athénách v roce 2004. Ve druhém kole svedl napínavý zápas s Izraelcem Ze'evim. V úvodu se ujal vedení na wazari po o-uči-gari, které se snažil udržet až do konce. V poslední minutě využil Ze'evi jeho chyby a vyhrál na ippon technikou seoi-nage.

## Výsledky
| Turnaj             | 1992 | 1993 | 1994 | 1995 | 1996 | 1997 | 1998 | 1999 | 2000 | 2001 | 2002 | 2003 | 2004 | 2005 |
| ------------------ | ---- | ---- | ---- | ---- | ---- | ---- | ---- | ---- | ---- | ---- | ---- | ---- | ---- | ---- |
| Olympijské hry     | dns  | -    | -    | -    | dns  | -    | -    | -    | úč.  | -    | -    | -    | úč.  | -    |
| Mistrovství světa  | -    | dns  | -    | dns  | -    | 3.   | -    | úč.  | -    | úč.  | -    | 5.   | -    | dns  |
| Mistrovství Evropy | dns  | úč.  | dns  | dns  | úč.  | dns  | úč.  | dns  | úč.  | dns  | úč.  | dns  | 3.   | 7.   |